# Salvacañete
Salvacañete là một đô thị ở tỉnh Cuenca, Castile-La Mancha, Tây Ban Nha. According to the 2006 census (INE), the municipality has a population of 318 người.